# Place des Cordeliers (Lyon)
Pour les articles homonymes, voir Place des Cordeliers.
La place des Cordeliers est un espace public situé au centre du quartier des Cordeliers dans le 2e arrondissement de Lyon, en France. Créée au XVIe siècle, elle est profondément remaniée au XIXe siècle.

## Origine du nom
La place est nommée d'après le couvent des Cordeliers dont la basilique Saint-Bonaventure est le dernier vestige.

## Histoire

### DuXVIesiècleau milieu duXIXesiècle
La place des Cordeliers est créée en 1557 lorsque les moines Cordeliers cèdent, contre une rente annuelle, le terrain de leur cimetière qui entoure l'église au nord et à l'ouest,. De ce fait, la place a alors une forme irrégulière car elle est constituée de deux espaces : d'un côté un espace s'étendant au sud de la rue du port du Rhône, entre le parvis de l'église et le carrefour des rues Grenette et de la Gerbe ; de l'autre, un espace au sud de la rue de la Blancherie, à l'ouest de l'église, à l'emplacement d'une partie de l'actuelle rue Grôlée,,. Au centre de la place, est située une croix en pierre.
Le secteur de l'actuelle place des Cordeliers est réaménagée au XVIIIe siècle.
À l'est de la place des Cordeliers, côté Rhône, les Cordeliers cèdent des terrains, en contrepartie d'une rente annuelle, afin d'y fonder une académie de musique. La maison du concert est bâtie en 1724 d’après les plans de l’architecte d’origine milanaise Pietra Santa. Le théâtre était constitué d'un rez-de-chaussée aménagé en salle de concert pouvant accueillir environ deux cent cinquante places dans une grande loge de face, ainsi que deux balcons latéraux. Les artistes était placés dans un podium surélevé. La salle était précédé d'un vestibule carré encadré par deux petites pièces (une bibliothèque et le foyer des artistes). À l'étage, est aménagé le logement du maître de musique. Toutefois, l'Académie des Beaux-Arts et du Concert qui avait fondé ce théâtre se retrouve en mauvaise situation financière et la salle ferme. Vers 1780, elle sert de logement aux officiers du roi. À partir de 1787, elle accueille les séances de l’Assemblée provinciale, des Assemblées du département, de la ville de Lyon et du Lyonnais.  L'ancienne maison du concert est vendue aux enchères en 1791 et devient une maison d'habitation. 
Entre l'arrière de la salle de concert et le quai du Rhône, est aménagée la place du Concert. Les deux places sont reliées par deux rues de part et d'autre du théâtre : la rue Stella au nord et la rue Claudia au sud. 
En 1748, la croix de pierre au centre de la partie de la place des Cordeliers, est remplacée par une nouvelle. Quelques années après elle est remplacée par la colonne du Méridien. Ce monument est construit de 1765 à 1770 par l'architecte Pierre-Gabriel Bugniet, pour servir de fontaine et de méridienne. En 1768, la colonne haute de 20 m, est surmontée d'une statue représentant Uranie, muse de l'astronomie et de l'astrologie, désignant le méridien à ses pieds.

Les Cordeliers dans le passé
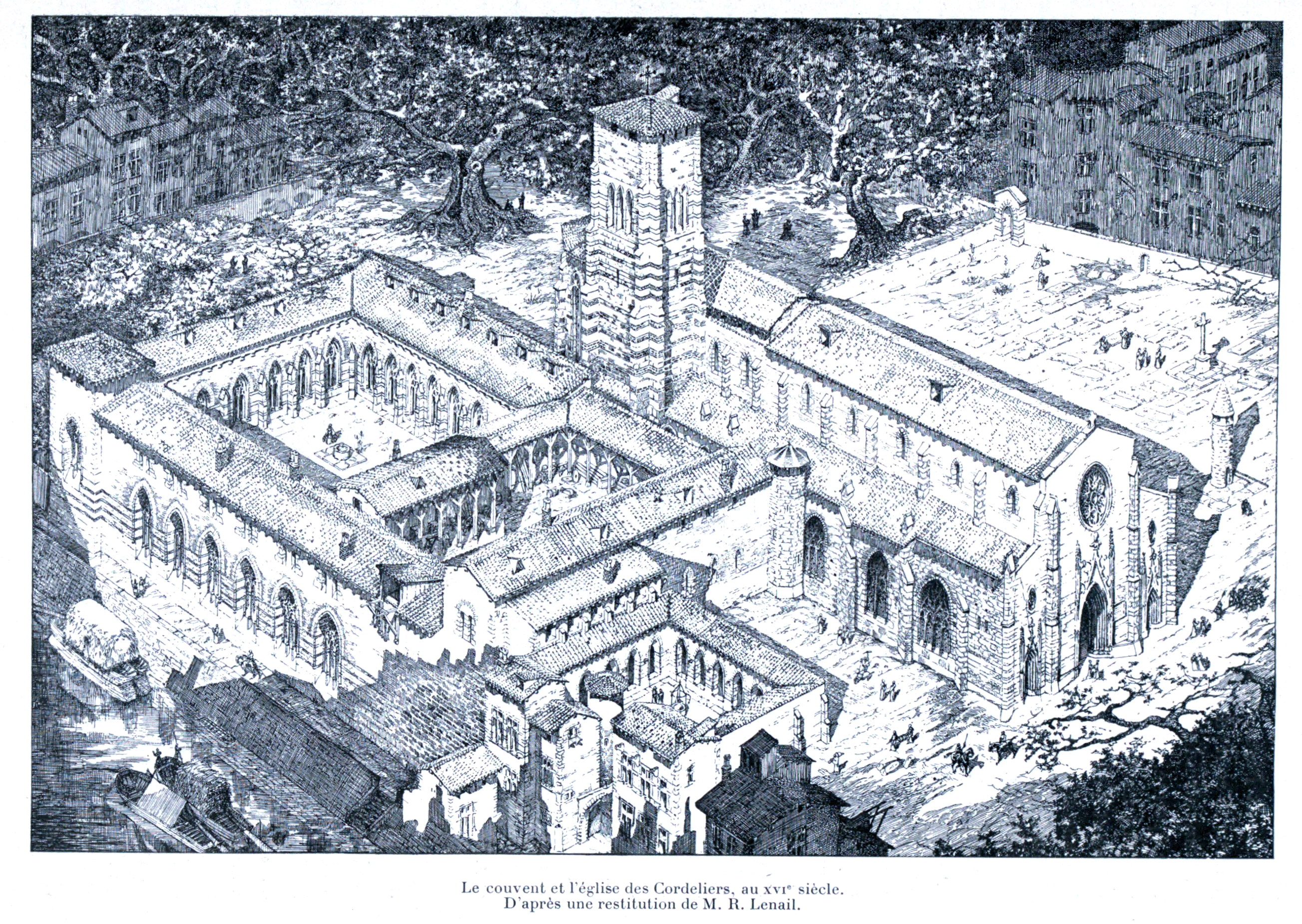
Reconstitution du couvent avant la création de la place des Cordeliers. Aujourd’hui seule subsiste la  basilique Saint-Bonaventure (bâtisse à droite).
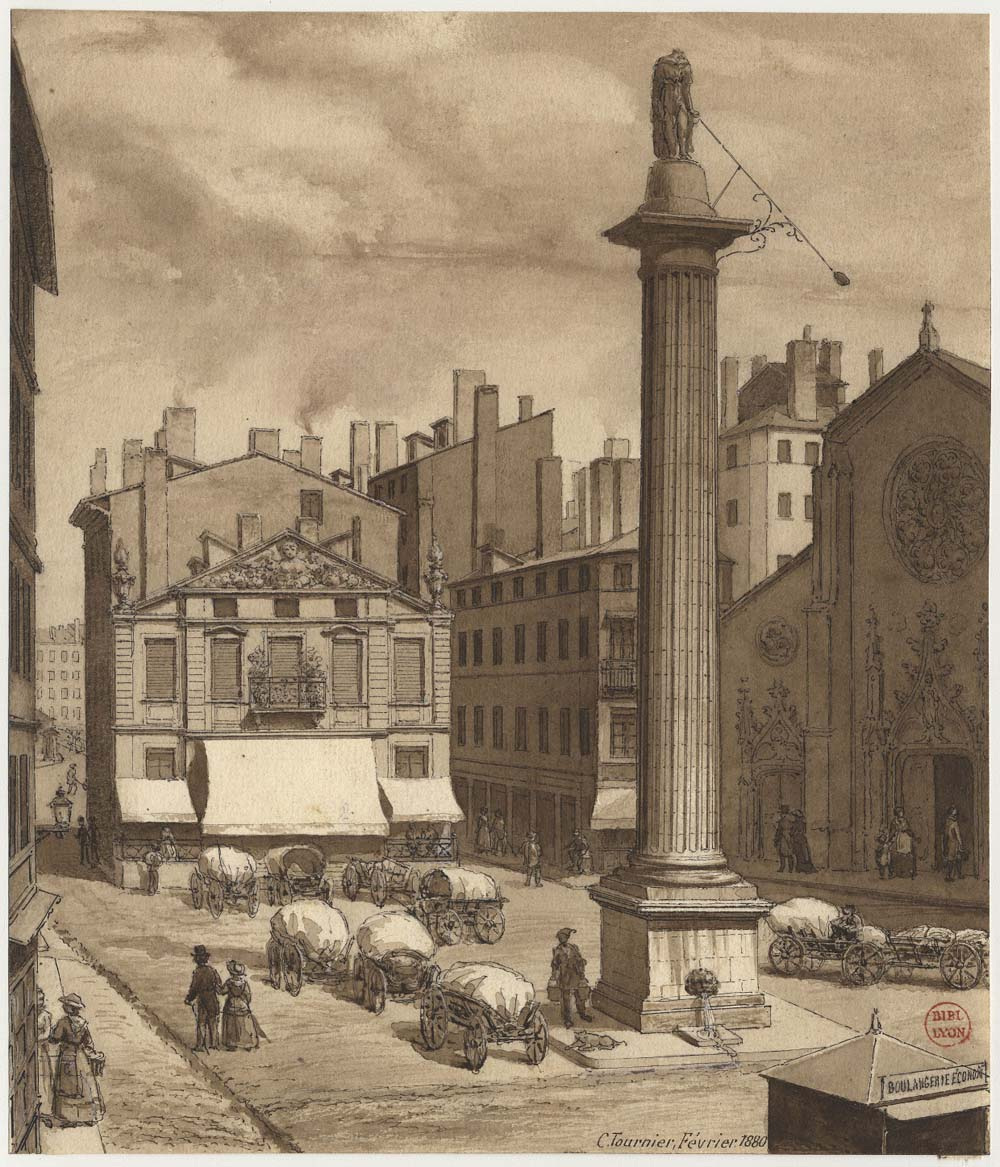
La colonne du Méridien et la salle de concert.
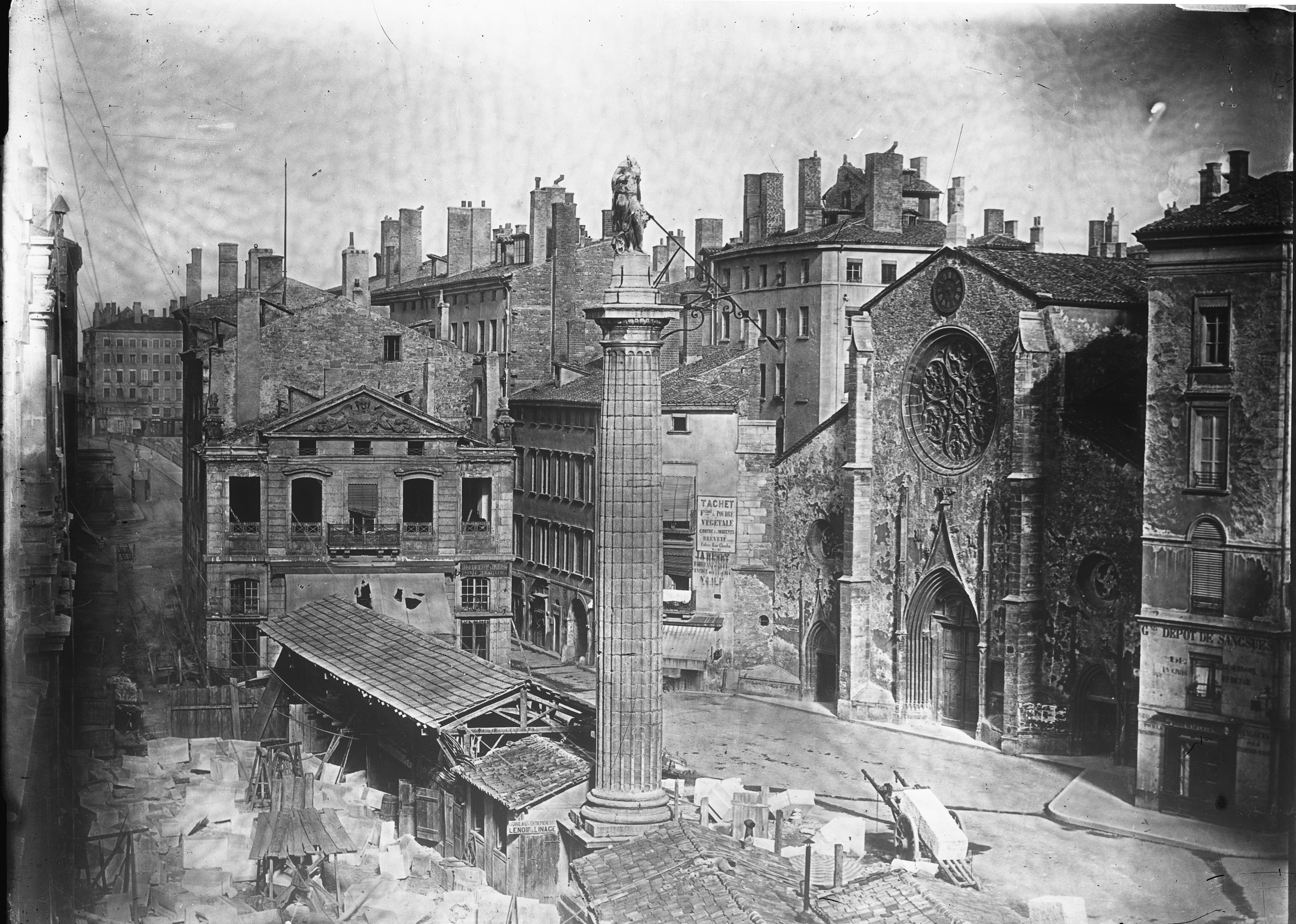
La colonne du Méridien et la salle de concert juste avant leur démolition.
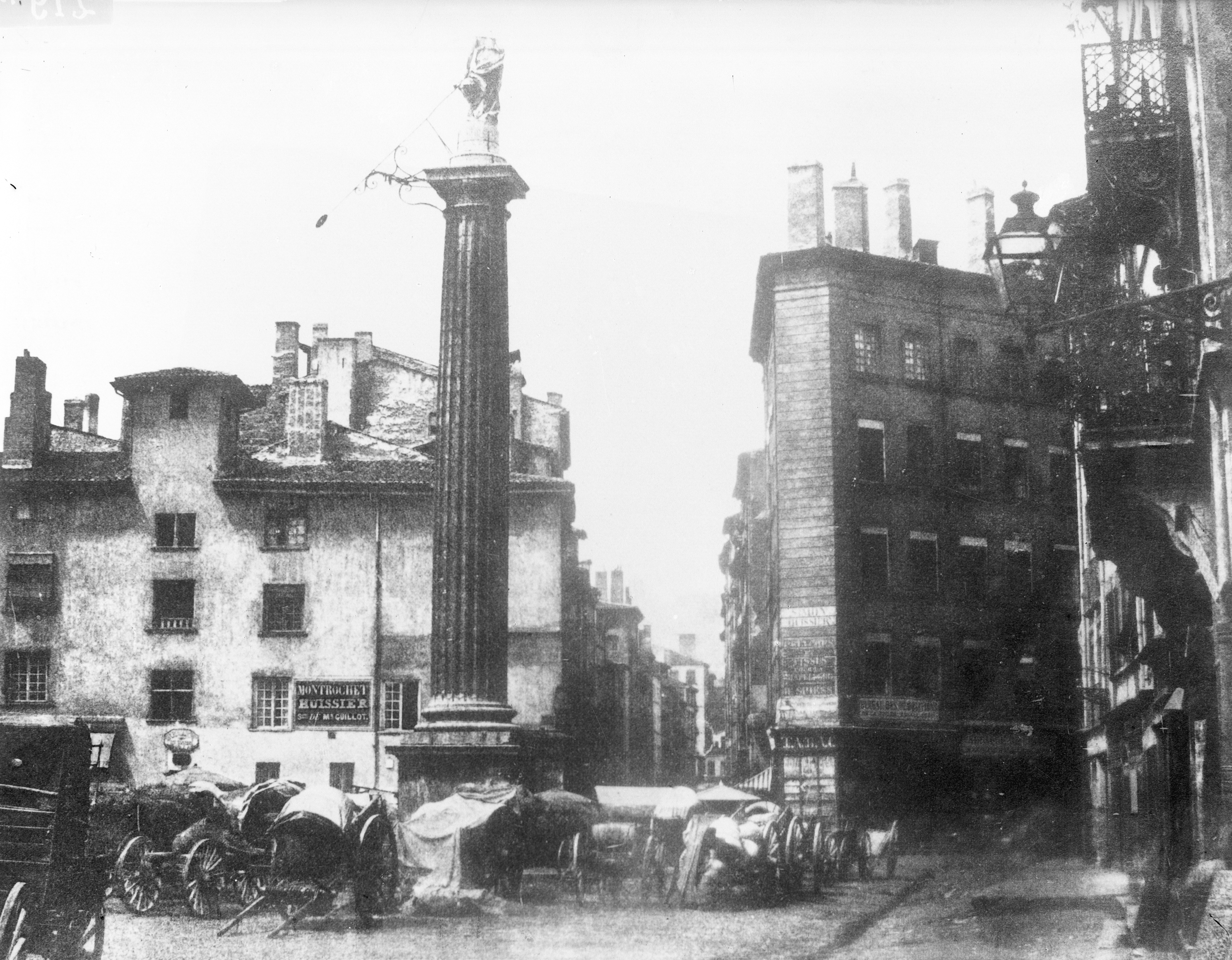
Le carrefour de la rue de la Gerbe et de la rue Grenette.
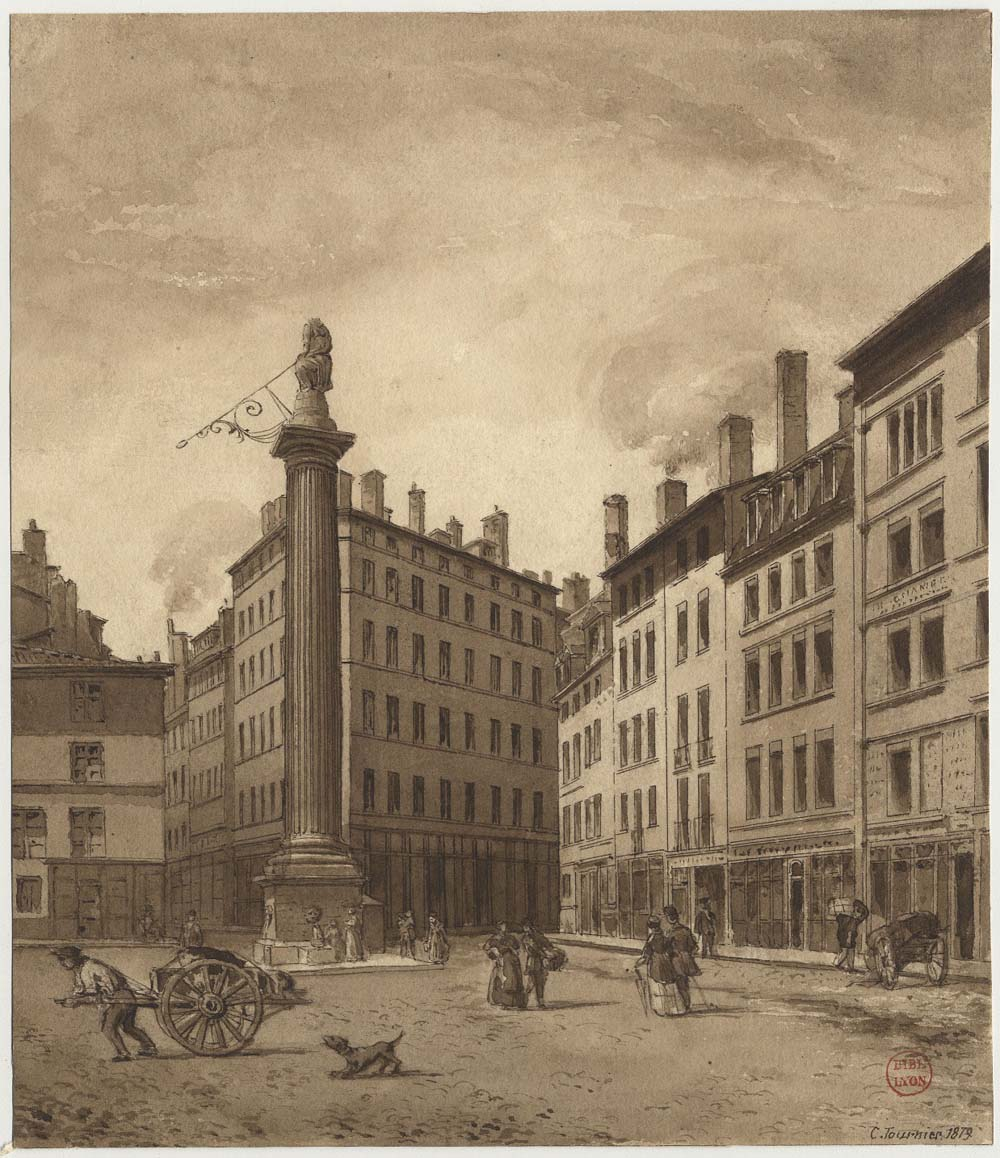
Le carrefour de la rue de la Gerbe et de la rue Grenette.
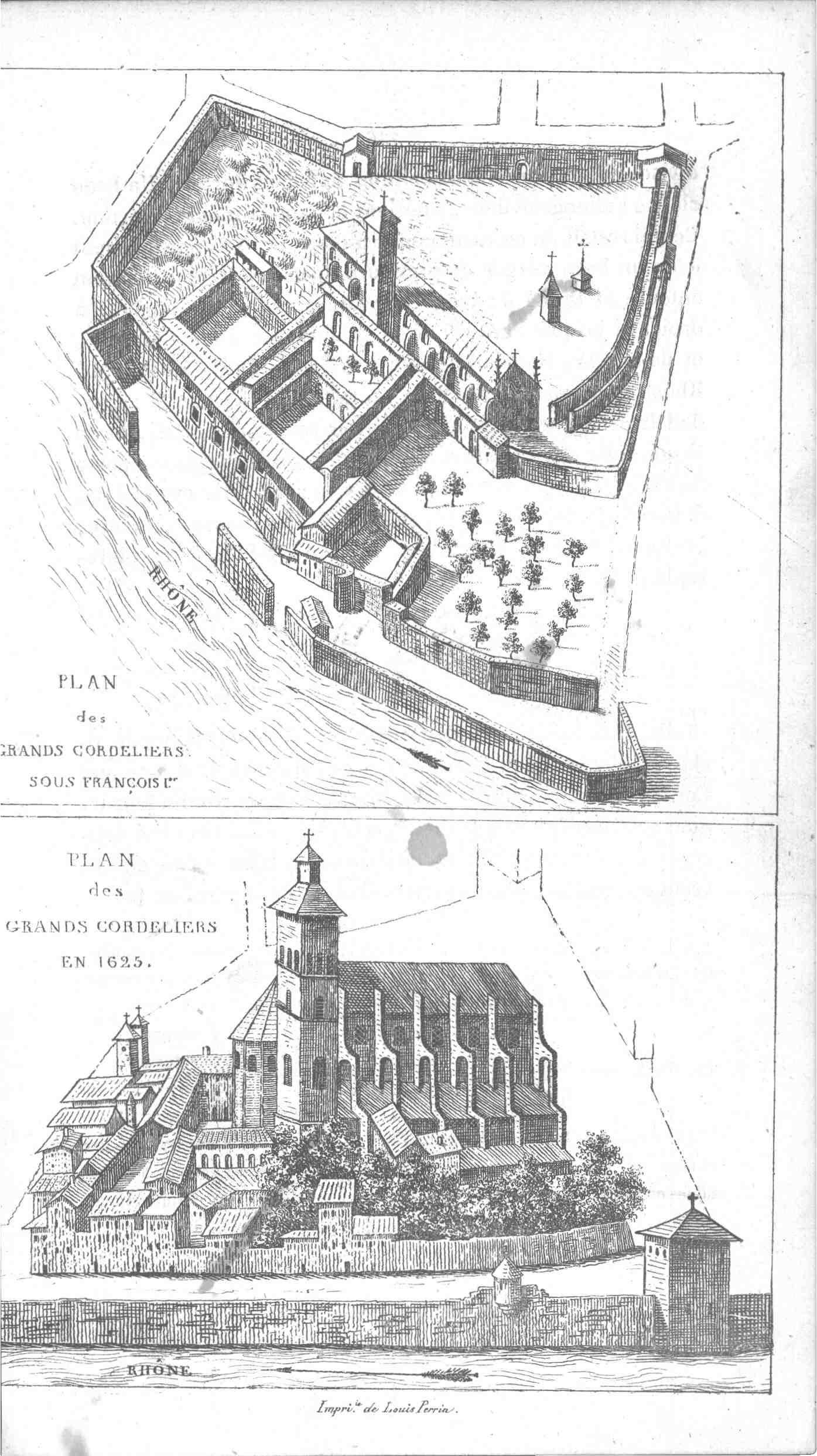
Plan des Cordeliers sous François 1er et en 1625

### Depuis le milieu duXIXesiècle
Le préfet Claude-Marius Vaïsse mène entre 1853 et 1864 une vaste opération d'urbanisme pour restructurer la presqu'île. La place des Cordeliers fait alors l'objet d'un vaste programme de réaménagement. À l'ouest de la place est percée la rue Impériale (actuelle rue de la République) reliant la place de la Comédie et la place Bellecour. À l'angle de cette nouvelle rue et de la place, est bâti le Palais de la Bourse. Construit par René Dardel, il est commencé en 1855 et inauguré en 1860 par Napoléon III. À l'est du bâtiment, la rue Buisson est redressée et élargie ; elle prend le nom de rue de la Bourse.
La rue Grenette est également redressée et élargie. La portion de la rue de la Gerbe donnant sur la place des Cordeliers est supprimée. La rue Grôlée est prolongée et redressée en s'alignant sur l'église Saint-Bonaventure, supprimant ainsi la partie de la place située à l'ouest de l'église. À son emplacement est bâti le Grand Bazar de Lyon. La colonne du Méridien est démolie en 1858.  
À l'est, l'ancienne salle de concert est démolie et la place des Cordeliers est étendue jusqu'au Rhône, en absorbant les rues Stella et Claudia, ainsi que la place du Concert. Les bâtiments au nord de l'ancienne rue Stella sont démolis. À leur emplacement, débute en 1858 la construction d'un marché couvert situé entre deux nouvelles rue : la nouvelle rue Buisson (rue Antoine-Sallès depuis 1962) et la rue Claudia. Le bâtiment, dont la charpente métallique est confiée à Tony Desjardins, est inauguré le 1er mars 1859.
En 1886, un grand magasin, le Grand Bazar de Lyon, est ouvert à l'angle de rue de la République et de la place des Cordeliers.
Au sud de l'ancienne rue Claudia en revanche, les bâtiments sont conservés. En 1890, dans le cadre du réaménagement du quartier Grôlée, ces immeubles sont détruits afin de permettre le percement de la rue du Président-Carnot et le prolongement de la rue Symphorien-Champier. Dans l'îlot triangulaire entre la place des Cordeliers, la rue du Président-Carnot et la rue Symphorien-Champier, ouvrent en 1895 les Grands magasins des Cordeliers. Ils sont repris par l'enseigne Galeries Lafayette en 1919. Le bâtiment fait l'objet de grands travaux en 1924-1925 et deux niveaux sont rajoutés.
La place ne connaît plus de modification majeure jusque dans la deuxième moitié du XXe siècle. Dans les années 1970, les halles de Lyon déménagent dans le nouveau quartier de la Part-Dieu. Le bâtiment est détruit en janvier 1971 et un parc de stationnement sur plusieurs niveaux est construit à son emplacement. Le quartier voit l'arrivée du métro en 1978. Entre 2005 et 2007, l'ancien Grand Bazar est démoli et un nouveau magasin est construit à son emplacement.

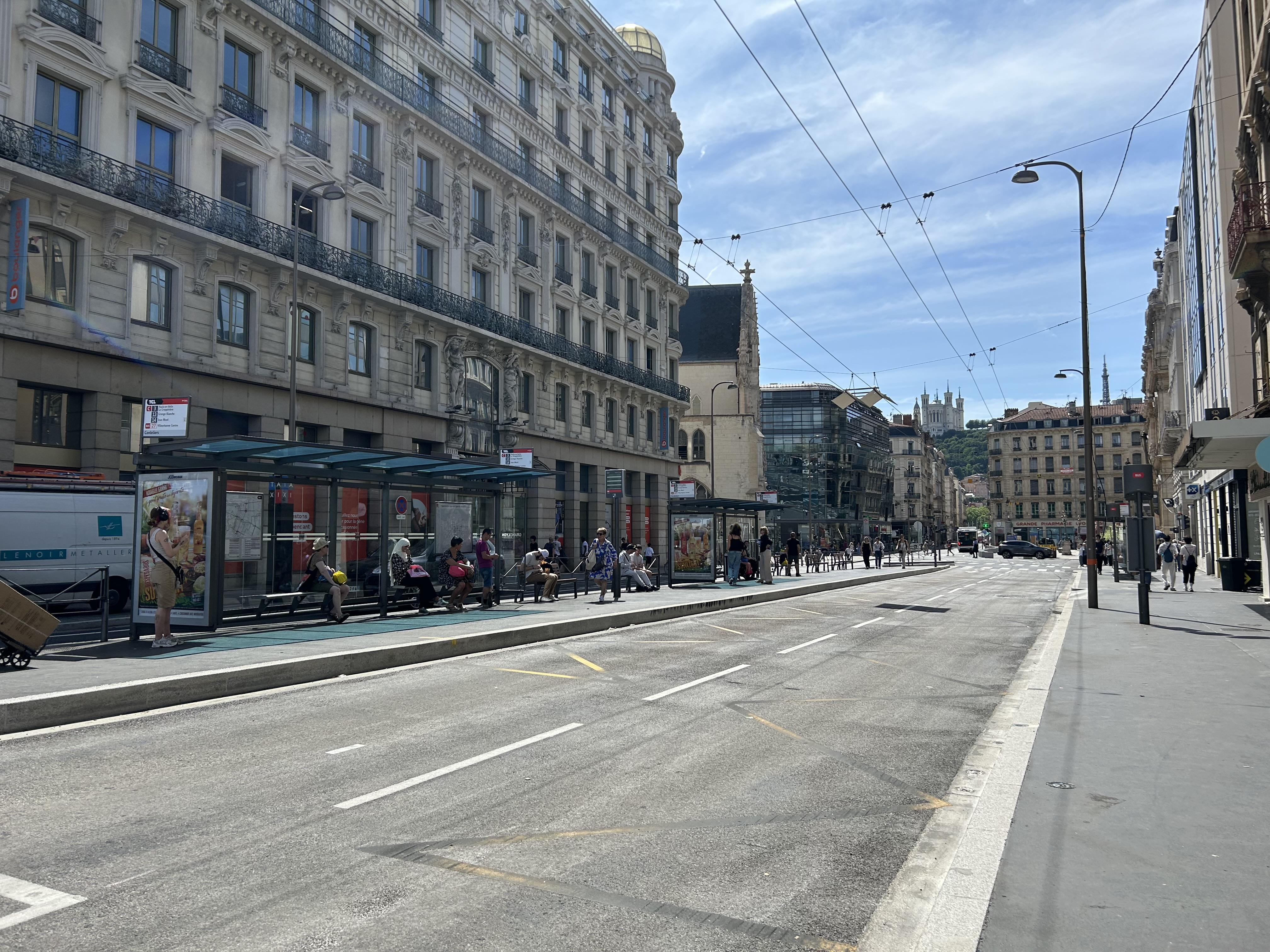
L’arrêt de bus « Cordeliers » déplacé sur la place éponyme en 2025.

En 2025, la chaussée de la place des Cordeliers est réorganisée afin de pouvoir accueillir l’arrêt de bus éponyme, auparavant situé rue de la République avant la piétonnisation de sa partie nord.

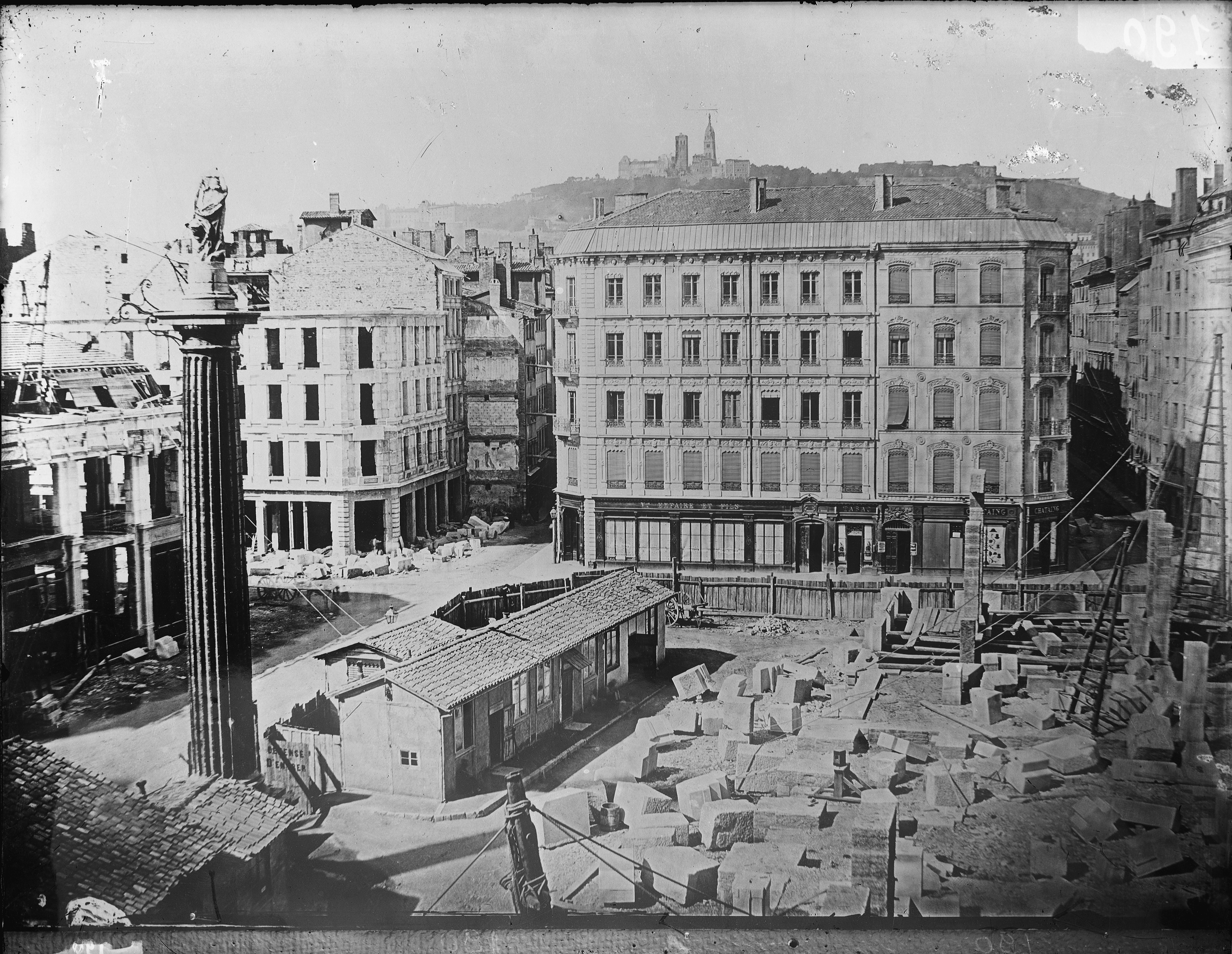
La place pendant les travaux de percement de la rue de la République.
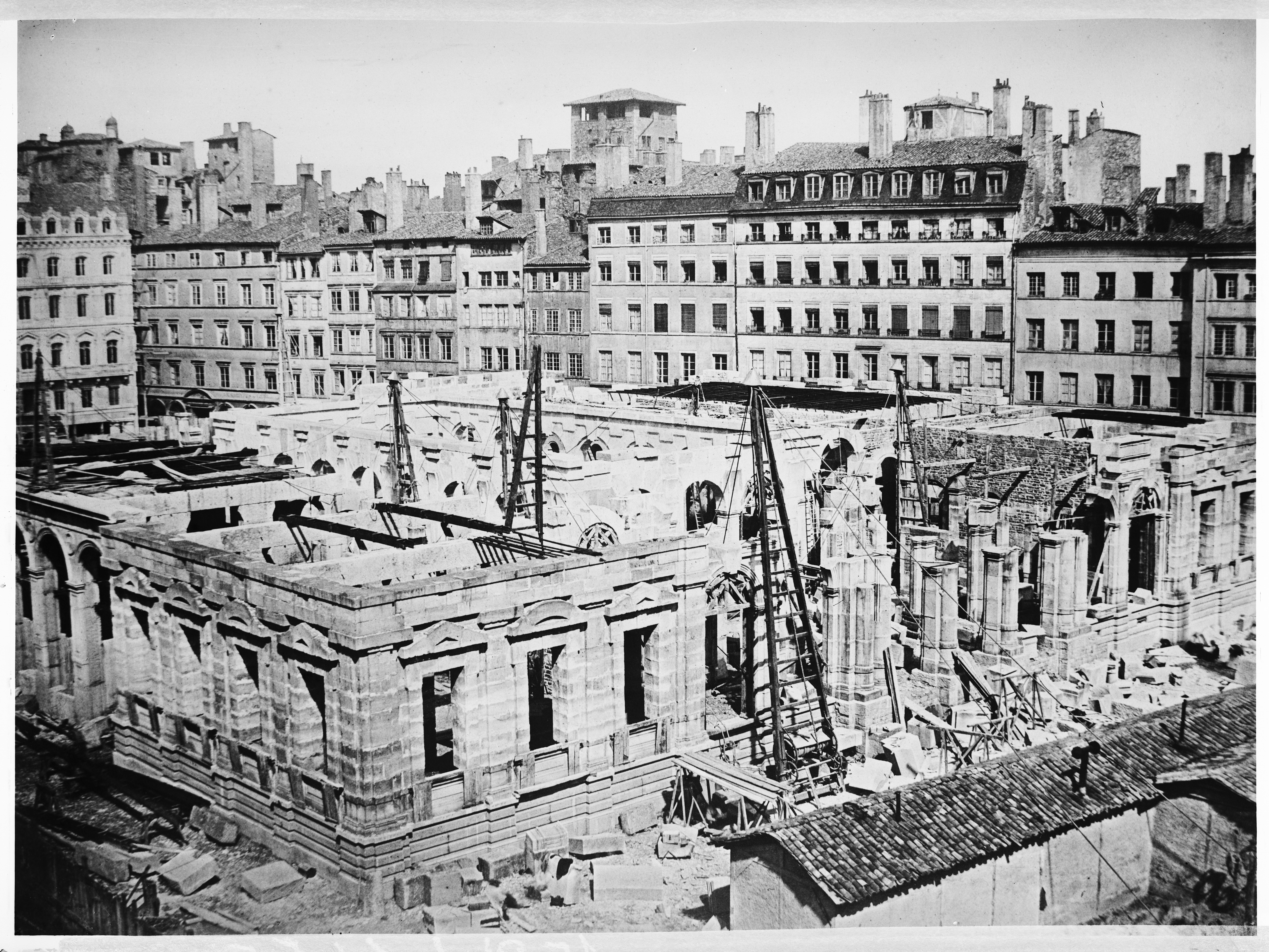
Construction du palais de la Bourse.
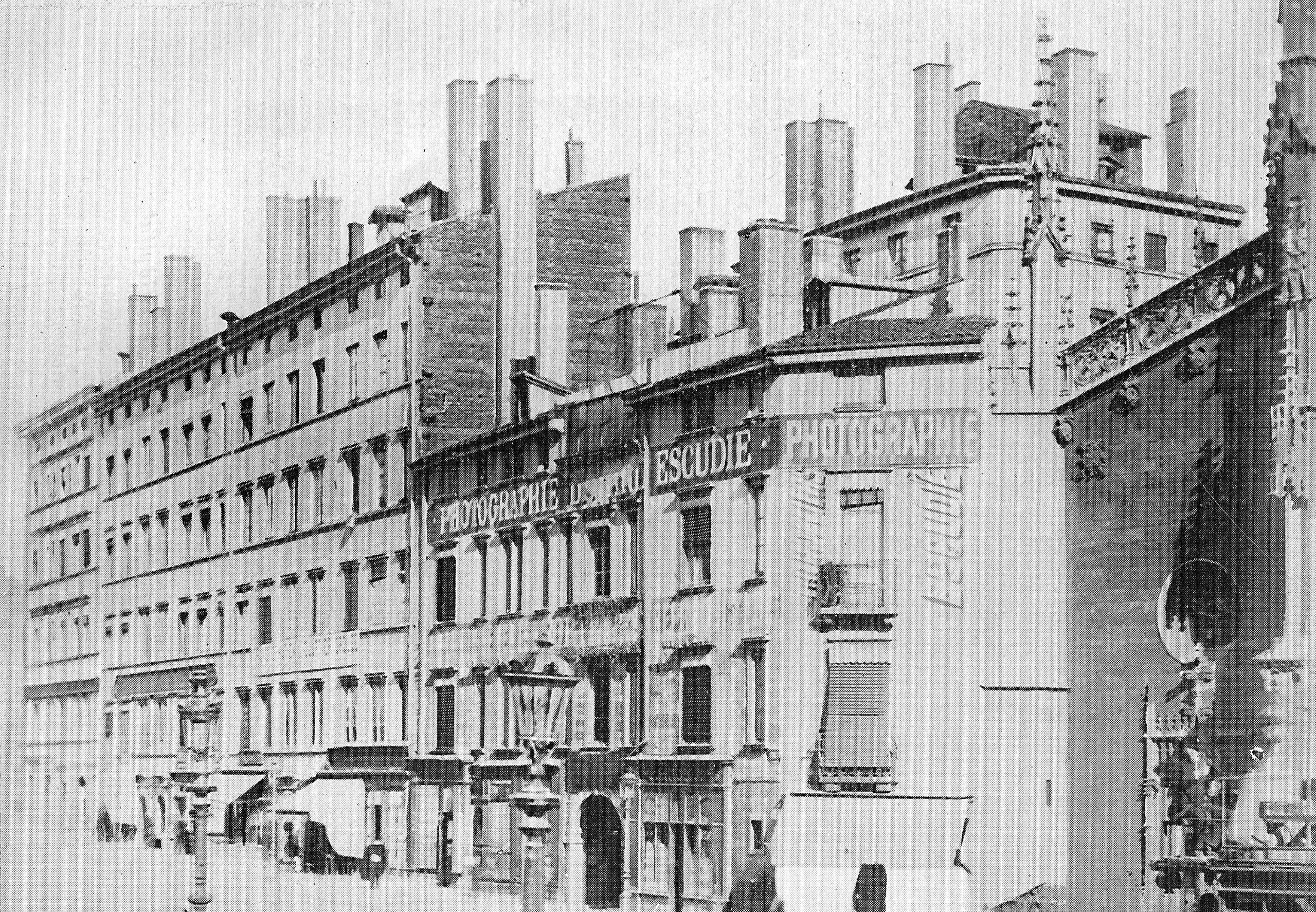
Le côté sud-est de la place avant la construction des Grands magasins des Cordeliers.
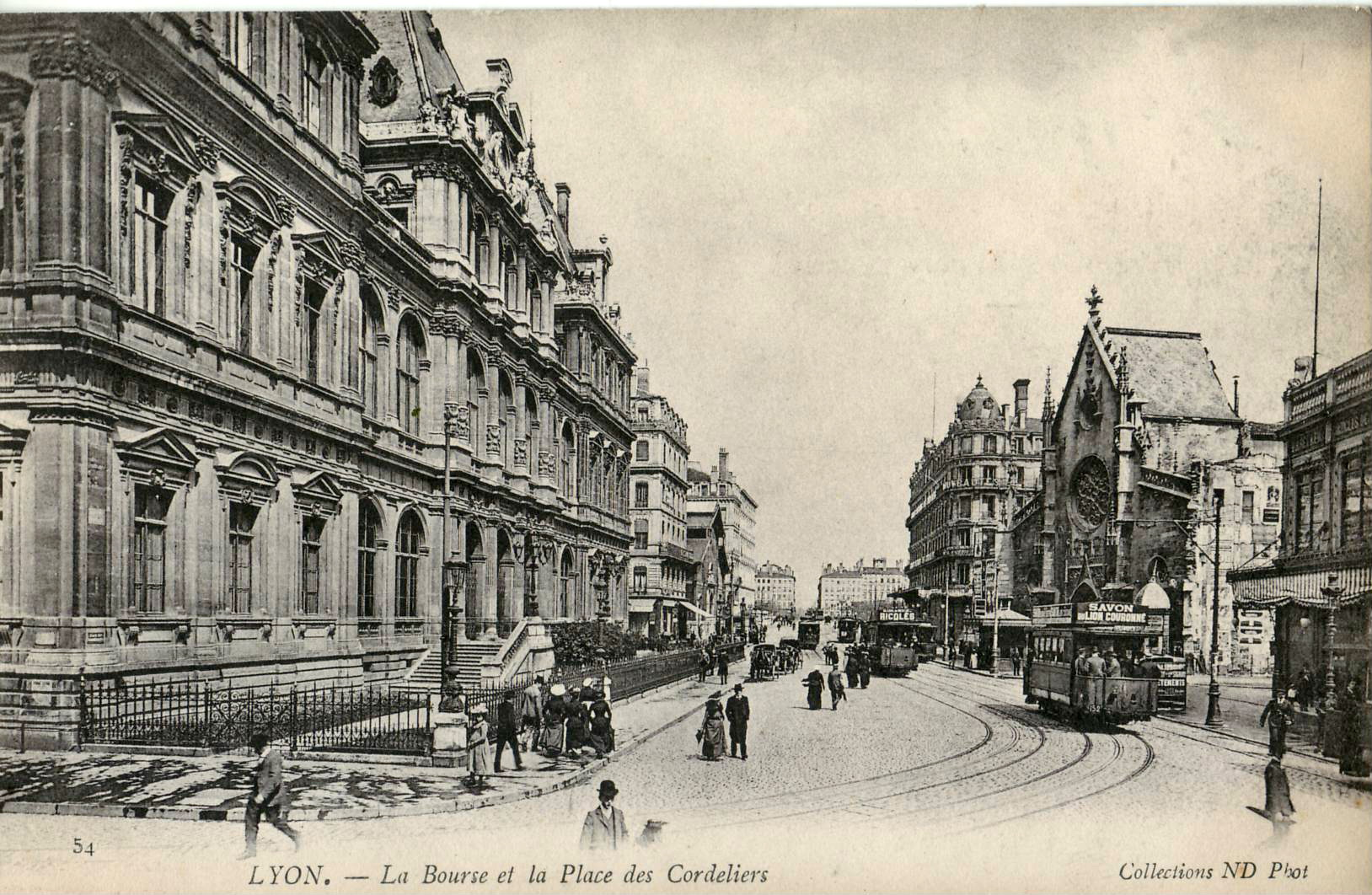
La place des Cordeliers et la Bourse, dans les années 1910. Les tramways de Lyon animaient la rue.
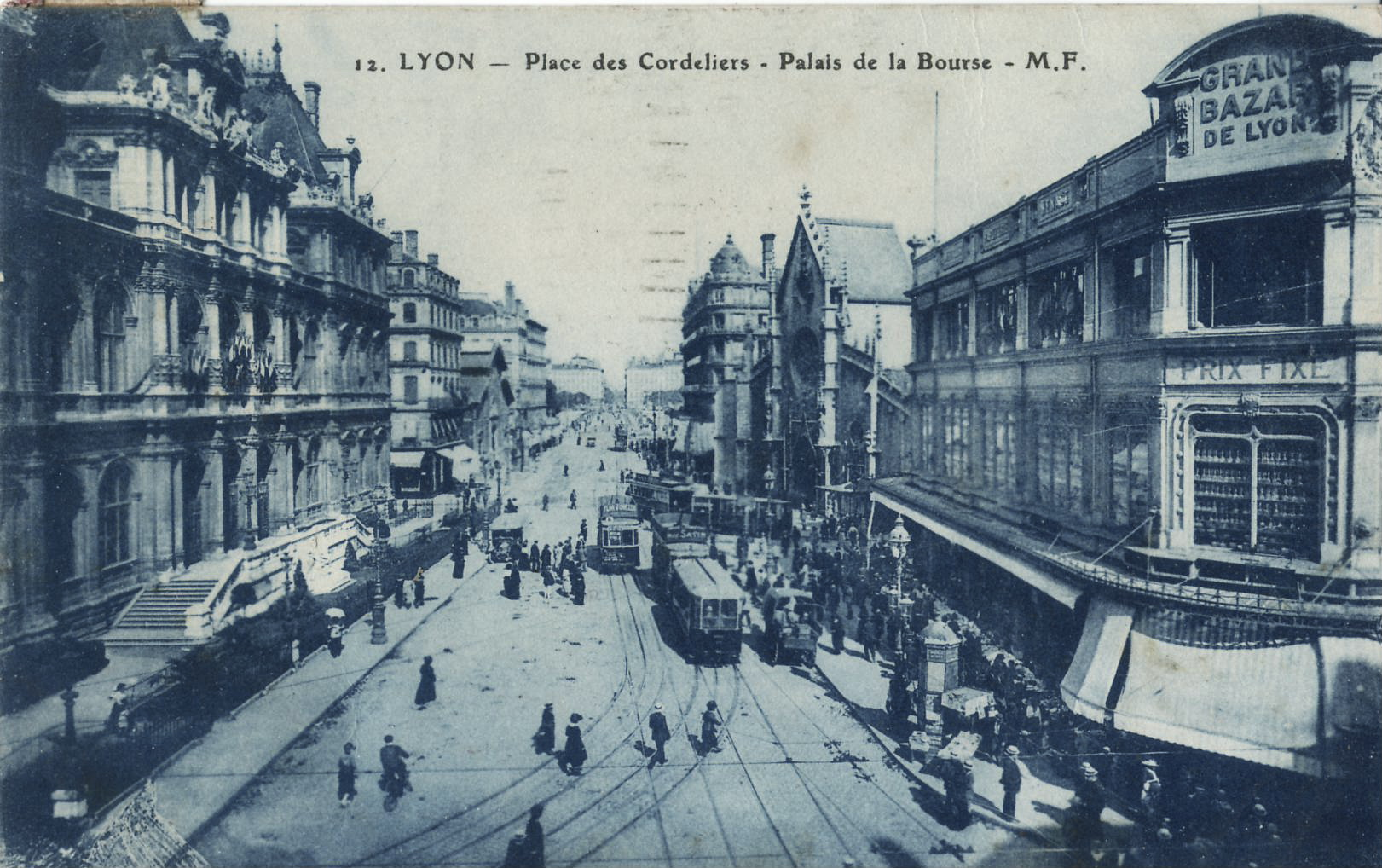
Autre vue, dans les années 1920.

## Édifices remarquables
- Ancien Grand Bazar de Lyon
- Ancien Grands magasins des Cordeliers
- Église Saint-Bonaventure
- Palais de la Bourse

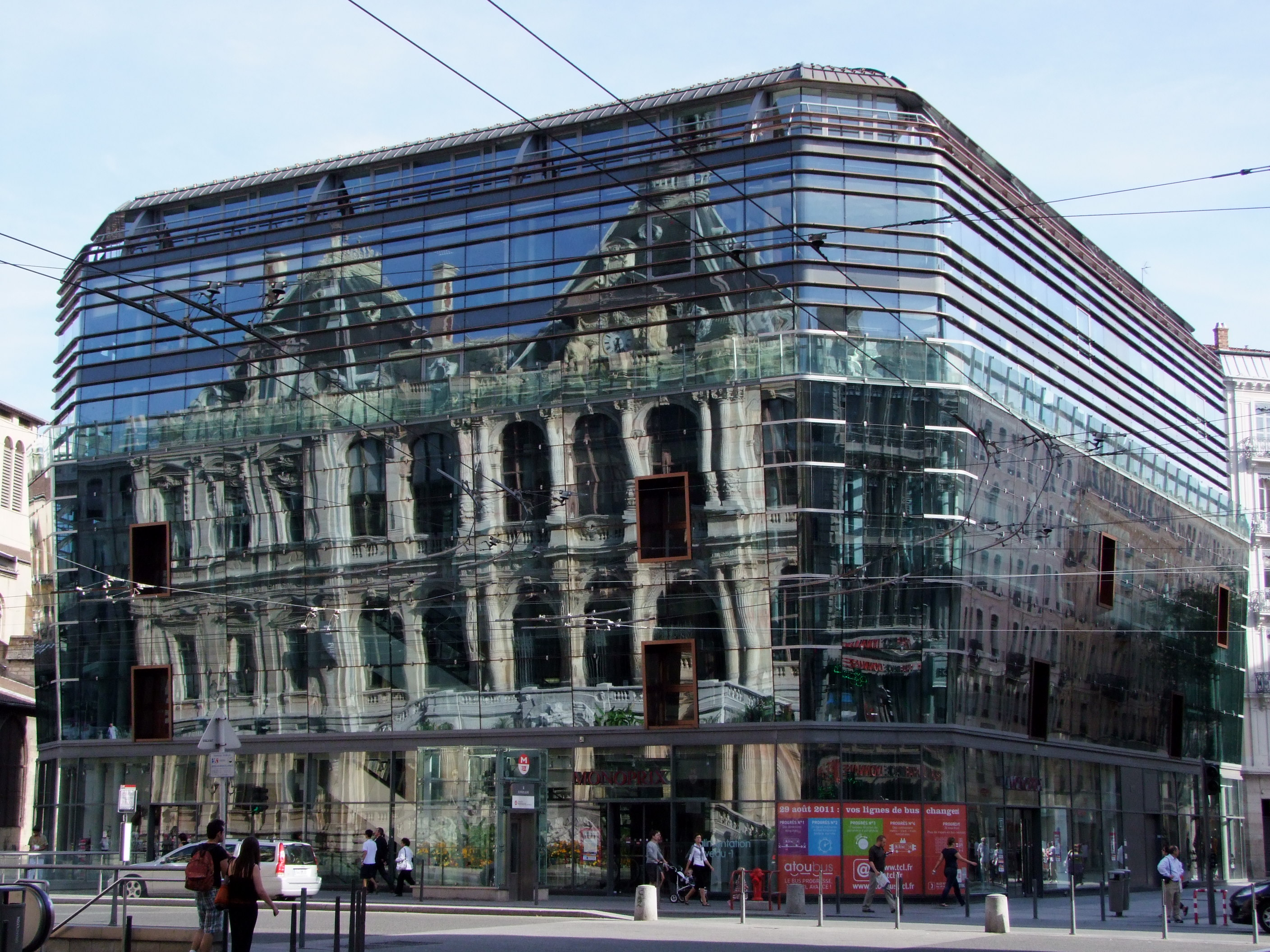
Les reflets du Palais de la Bourse dans le Nouveau Grand Bazar.
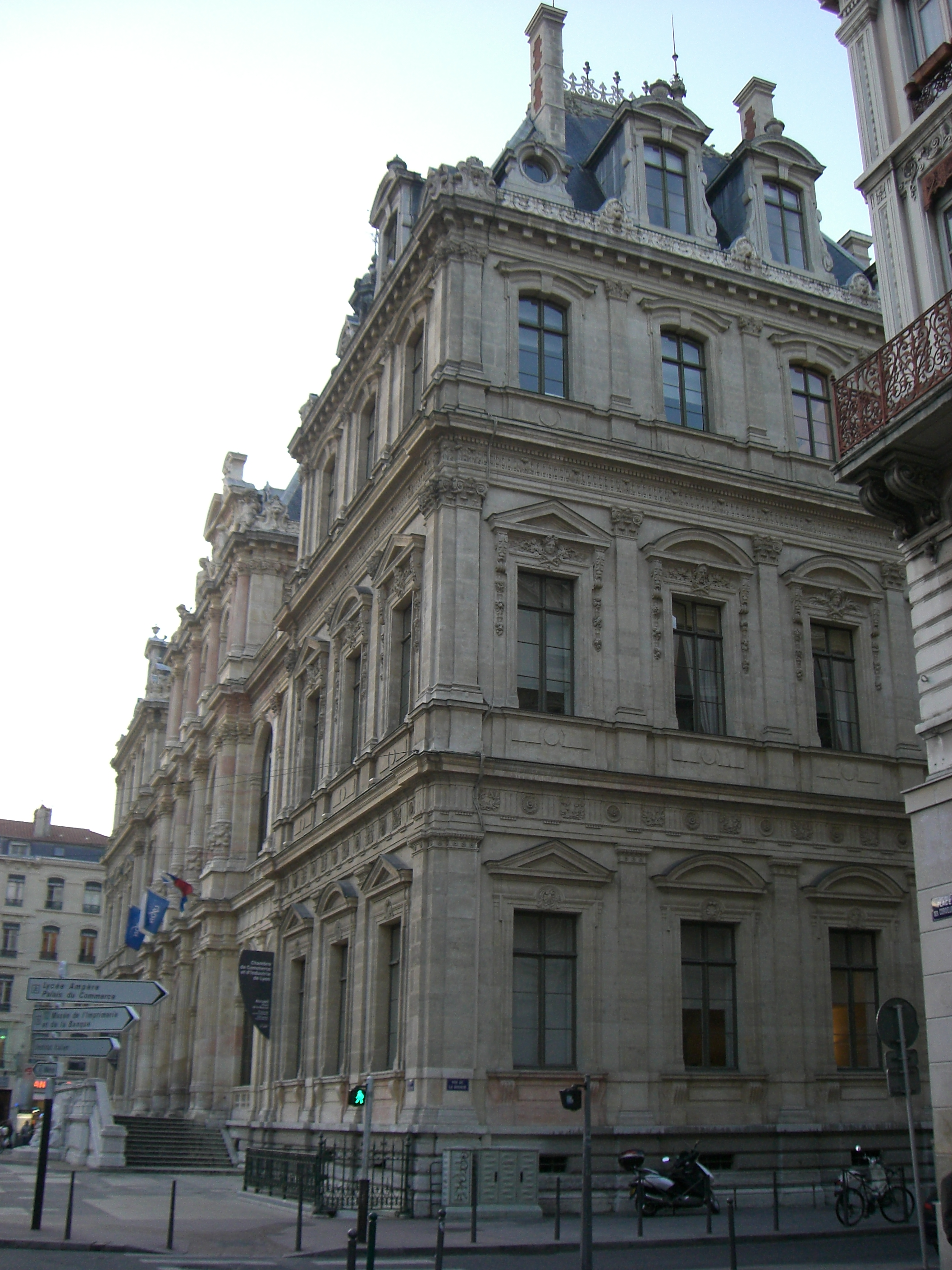
Palais de la Bourse détails du pavillon sud-est.